# Tiempo real blando
Tiempo real blando es una forma de caracterizar una tarea o sistema de tiempo real en el que se busca que el tiempo medio de respuesta sea menor de un tiempo predefinido.
Se usa en sistemas de propósito general, como los ordenadores personales, donde se desea que el tiempo medio de respuesta de la mayor parte de tareas no esenciales sea pequeño, pero en los cuales esto no es crítico.